# مسجد الجزار

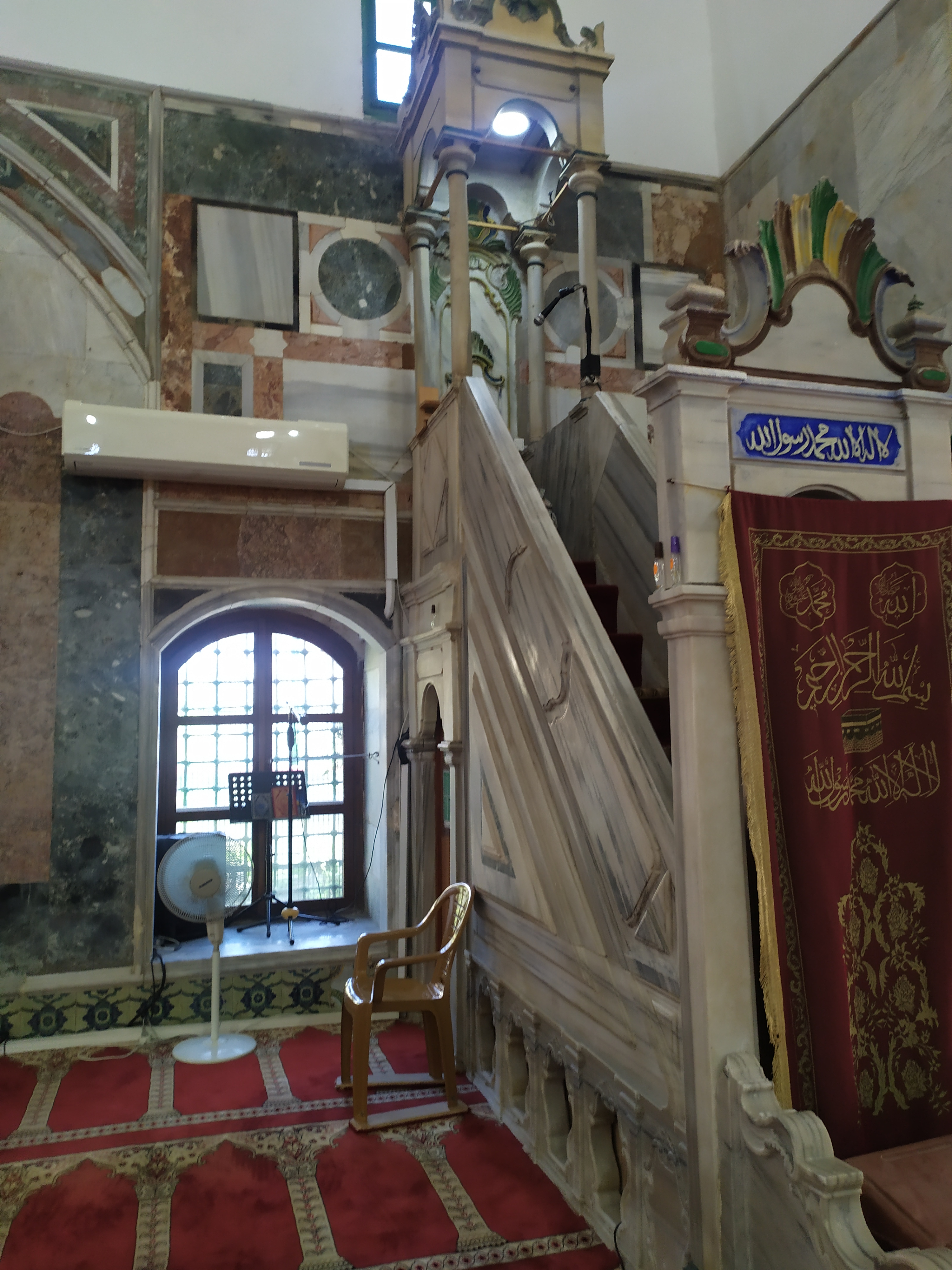
منبر مسجد الجزار في عكا

مسجد الجزار أو جامع الجزار (بالإنجليزية: El-Jazzar Mosque) يُعتبر أحد أهم المساجد الموجودة شمال فلسطين، نظراً لحجمه والفن المعماري الإسلامي الذي يُبرز مَعالمه؛ مما جَعله مَقصد المسلمين من مدينة عكا وقضائها، يعيش فيها 46 ألف نسمة، يشكل الفلسطينيين العرب منهم ما نسبته 27%، والباقي من اليهود. يقصد المسجد العديد من السياح ليتمتعوا بجمال وعظمته، ونوعية الكتابة الفاخرة لمختلف الآيات القرآنية التي تحيط بالقسم العلوي من الجدران، هو من أجمل المساجد وثاني أكبر مسجد في فلسطين بعد المسجد الأقصى في القدس.

## الناحية التاريخية

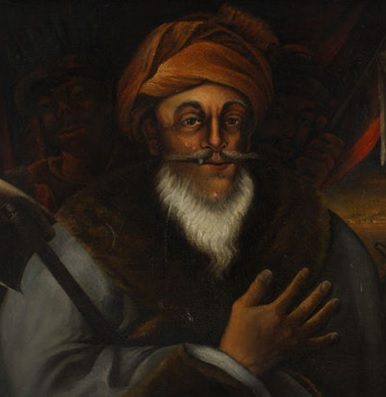
أحمد باشا الجزار

ولد أحمد باشا الجزار في البوسنة وهو مسلم متدين وعسكري، أطلق عليه اسم الجزار بسبب وحشيته وقسوته في التعامل مع أعدائه، ويُقال إنه كان يَطوف المدينة بحبل مشنقة متنقل للقصاص الفوري من المجرمين والخارجين عن القانون. وفي عام 1776 أصبح حاكم عكا بفضل مساعدته السلطان العثماني في اخضاع ضاهر العمر، وعُين واليًا على صيدا (كما وعًُين لاحقًا واليًا على دمشق).
واصل الجزار المشروع العمراني الذي بدأه سلفه بقوة أكبر على طريقة المساجد الفخمة في إسطنبول (القسطنطينية)، وبالتّحديد على نسق المسجد الأزرق، على مساحةٍ واسعةٍ من الأرض وفي مكانٍ مرتفعٍ. فقد بنى جامع الجزار على أنقاض جامع «يوم الجمعة» وكنيسة الصليب المقدس. وهو يعتبر أجمل جامع في البلاد بعد قبة الصخرة في القدس. كما بنى خان العمدان وأقام مساجد وخانات أخرى وحصّن أسوار المدينة، وأمر الجزار قبل وفاته بدفنه جانب المسجد.

## الناحية المعمارية

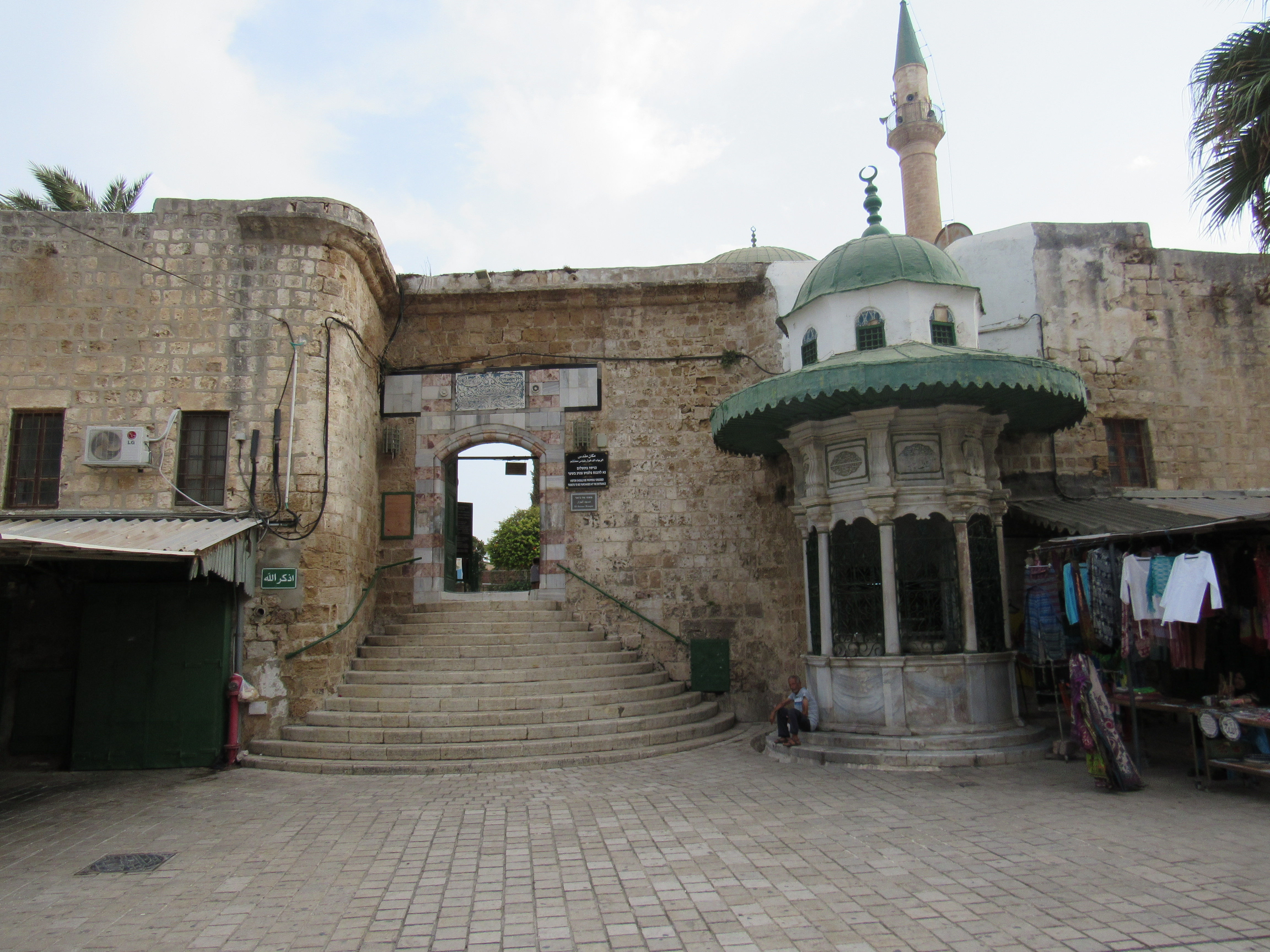
سبيل الماء والدرجات عند مدخل المسجد

يقع المسجد في مدخل مدينة عكا من الجهة الشمالية، بني خلال الحكم العثماني في عام 1781، ويقع في طرف المدينة القديمة لعكا من جهتها الشمالية، في حين تبلغ مساحته نحو 4 دونمات، علما أنّ الدونم يساوي 1000 متر مربع. المسجد مثال ممتاز للهندسة المعمارية العثمانية، والذي تضمّن كلاً من الأساليب البيزنطية والفارسية، وعند الوصول إلى الجامع يشاهد عند مدخله (ماء سبيل) رممه سليمان باشا، وكان قد أقامه أحمد باشا الجزار. عند الصعود يوجد عدد من الدرجات، يتم الدخول إلى ساحة واسعة بعضها مبلط، كما تحتوي على أشجار السرو والنخيل العتيق. وفي مركز الساحة يشاهد بناء له قبة خضراء، وبالقرب منه بئر ماء ومزولة من الجهة الغربية، حيث دفن فيها أحمد باشا الجزار، وبجانبه خليفته سليمان باشا الذي مات سنة 1819م. لقد أتم أحمد باشا الجزار بناء المسجد سنة 1782م، أما الغرف الصغيرة الموجودة في داخل المسجد فقد كان يسكنها طلاب العلم أيام وجود المدرسة الإسلامية (حتى سنة 1948) في المسجد، أما حجارة المسجد فقد جُلبَتْ من خرائب قيسارية وعتليت، وقد تم ترميم المسجد حديثًا، يحيط بالساحة الوسطية رواق كبير كان حتى عام 1948، يشمل المدرسة الأحمدية في ركنه الجنوبي الشرقي، والمكتبة الأحمدية في ركنه الشرقي الشمالي.
تقول لجنة أمناء الوقف الإسلامي في عكا إن «مدرسة الأحمدية كانت تعتبر من أشهر المدارس في العصر العثماني وبقيت تؤدي رسالتها حتى عام 1948 حيث أغلقت أبوابها وتوقفت عائداتها الوقفية لما طرأ عليها من ظروف الحرب والاحتلال». أما المكتبة الأحمدية فكان يُطلق عليها هذا الاسم «نسبة إلى مؤسسها وموقفها أحمد باشا الجزار، وكانت من أشهر وأهم المكتبات الإسلامية في العالم لما تحتويه من مخطوطات نادرة وقيمة».
يضمّ المسجد خصلة من شعر لحية النبي محمد (صلى الله عليه وسلم)، كان السلطان العثماني عبد الحميد الثاني قد أهداها إلى الشيخ أسعد الشقيري عضو مجلس المبعوثان العثماني. حيث يتم الاحتفاظ بها داخل المسجد في خزانة زجاجية، ويتم عرض هذه الشعرات على المصلين في ليلة القدر من كل عام فقط، حيث يراها المصلون ويتباركون بها. يمتاز المسجد بوجود أربعة أروقة جانبية، وواجهة من سبع نوافذ، وفوق كل نافذة لوحة من الرخام الأبيض مكتوب عليها آيات قرآنية وعبارات دينية. وتمتاز الكتابات فوق السبع نوافذ بألوان مختلفة يغلب عليها اللون الأزرق، كما يزيّن المسجد من الداخل جداريات من الألوان الأزرق والبني، وتكسو أرضيته ألواح رخامية متعدّدة الأشكال والألوان، كما أن المسجد مفروش بالسجاد الفارسي.

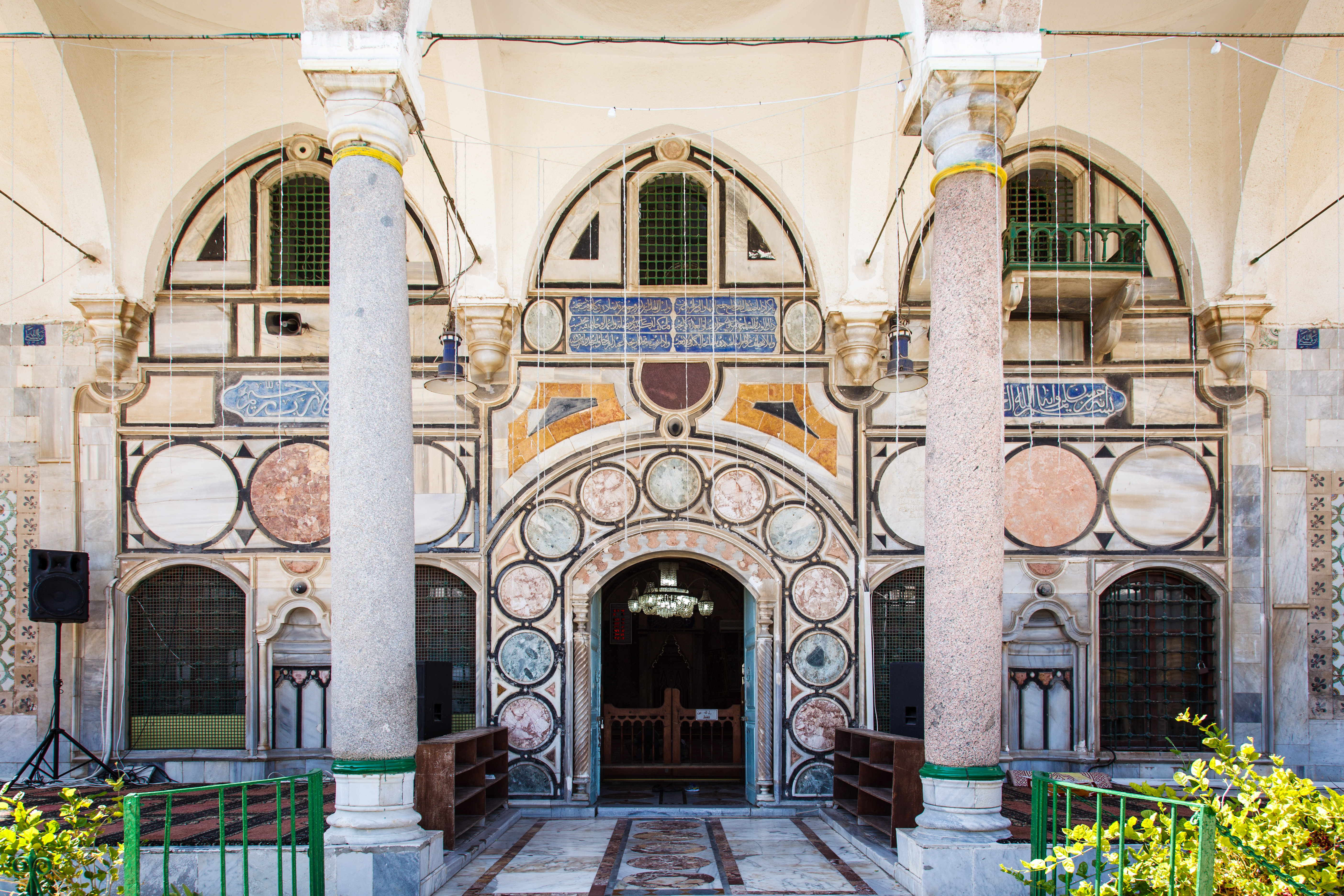
الواجهة الأمامية للمسجد

ويحتوي المسجد على بابين، أحدهما يدخل منه المصلون إلى قاعة الصلاة، والباب الآخر يصل إلى المئذنة، كما يضمّ المجسد «سدّة»، وهي عبارة عن مكان واسع لصلاة النساء. ويمتاز المسجد بوجود قبة خضراء نصف دائرية يبلغ قطرها نحو عشرة أمتار، ويكسو القبة ألواح من الرصاص لمنع تسرّب الرطوبة إلى داخل المسجد. وفي عام 1948 وخلال الحرب العربية الإسرائيلية تهشّمت بعض الألواح بسبب الرصاص، وهو ما جعل القائمون على المسجد يقومون ببناء السطح الخارجي للقبة من الطين والأسمنت، وتمّ طلاؤها باللون بالأخضر الغامق حتى تأخذ الشكل التاريخي، وظلت هكذا حتى عام 1994 حيث أُعيد تشييد قبة مسجد الجزار بألواح الرصاص.
ويوجد بالمسجد العديد من الغرف التي كانت مخصّصة للطلاب والحجاج، وكانت تُعرف باسم «المدرسة الأحمدية»، وكان يتم فيها تدريس القرآن الكريم والعلوم الشرعية الإسلامية مثل الفقه والحديث والتفسير. خلال العصر العثماني كانت من أشهر المدارس في تعليم العلوم الشرعية، وظلت تؤدي رسالتها الإسلامية حتى عام 1948 أو ما يُعرف بـ «عام النكبة»، حيث أغلقت أبوابها بأوامر من الاحتلال الإسرائيلي.
كما توجد المكتبة الأحمدية، وكانت من أشهر وأهم المكتبات الإسلامية في العالم، نظراً لما تتضمنه من كتب ومراجع ووثائق تاريخية، إلا أن الاحتلال الإسرائيلي أغلق المكتبة وأحرق الكثير من الكتب في عام 1948 وخلال الحروب المتعاقبة. يوجد بالمسجد «سبيل المياه» الذي بناه الجزار، وهو عبارة عن طاسات نحاسية معلقة، بالإضافة إلى الميضأة التي تقع في وسط صحن المسجد، وتقابل مدخل المسجد مباشرة لتسهيل مرور المصلين إلى قاعة الصلاة، وتتكوّن من تسع دوائر رخامية. كما يوجد بالمسجد أيضاً «المزولة»، وهي عبارة عن ساعة شمسية تحدّد الوقت في النهار.

## حريق المسجد عام 2016
في 1 أغسطس 2016، شبت النيران في المسجد من الجهة الغربية، حيث طال مصلى النساء ومعرش قرميد غالبيته من الخشب رُمم عام 2009، لكي يخدم النساء، حيث يقوم ضريح كل من أحمد باشا الجزار وسليمان باشا. كما أدت النيران إلى تلف النوافذ الغربية في مبنى المسجد كلياً، كما أسفرت عن إتلاف الحائط الرخامي الغربي، لكن النيران لم تصل إلى داخل المسجد. أوضحت تحقيقات سلطة الإطفاء أن الحريق نجم عن تماس كهربائي.

## سر الأبيات الشعرية المنقوشة على باب مسجد أحمد باشا الجزار
في مَدخل المَسجد الذَّي بُني قَبل نحو 250 عامًا نُقشت سِتة أبيات شِعرية بالرُّخام الأزرق، والتي لَطالما احتارَ الأهالي في معانيها وهوية كاتبها ومناسبتها وهدفها:
صاحب القصيدة هو القاضي الشيخ الفقيه يوسف بن أحمد الريماوي الهاشمي، وقد كتبها مخاطبًا ابنه الشيخ الفقيه أحمد يومًا قبيل وراثته منصب القضاء من، حيث أن الأب يحث الابن على التبكير لمسجد الجزار كي يستلم المنصب ويباشر القضاء بين الناس ومن ثم الدعاء لمن بناه.
وبعدها تنتقل القصيدة لذكر مناقب الجزار وتنتهي بالحث على الإخلاص في العمل، والشكر لله بالعبادة من صلاة وسجود، وهي تقول إن القضاة يخافون الله ويعلمون أن القضاء أمانة كبيرة.

## التاريخ

### نظام الحكم العثماني في فلسطين
تعتبر فلسطين جزءًا من الدولة العثمانية، فطبق فيها النظام القانوني العثماني منذ أكثر من أربعمئة عام، واستمر حتى نهاية 1917 منتهياً بالاحتلال البريطاني للقدس. ويشير التاريخ القانوني العثماني إلى وجود فترتين أساسيتين:
1. الفترة منذ تأسيس الدولة وحتى عهد التنظيمات في 1839م.
2. من عهد التنظيمات حتى عام 1917م.

في العهد العثماني اهتم العثمانيون بمدينة عكا كثيرًا، ففي عهد ظاهر العمر نمت المدينة نموًا كبيرًا وقام بتعمير سورها وأبراجها وأنشأ قصرًا له وجامعًا وبني في عهده السوق الأبيض وخان الشونة. وبعد تولي أحمد باشا الجزار الولاية نقل المركز من صيدا إلى عكا وبنى لها سوران، وبعد وفاة أحمد باشا الجزار تولى سليمان باشا الولاية ليرمم الأسوار والأبراج ويجدد بناء الجامع وبنى السبيل أمام بوابة عكا.

#### العمارة في الفترة العثمانية
تأثرت العمارة العثمانية في بداياتها بالعمارة البيزنطية وعمارة. تبعاً للتطورات التاريخية كانت الفترة المبكرة الأولى ما بين القرن الثالث عشر ومنتصف القرن الخامس عشر، التي سبقت فتح إسطنبول عام 1453م، والتي انتقل الحكم فيها للسلاطين وتميزت بنمو في بناء المساجد والخانات والحمامات العامة، مما أدى إلى وجود أشكال معمارية مميزة.

### المسجد في زمن الانتداب البريطاني على فلسطين

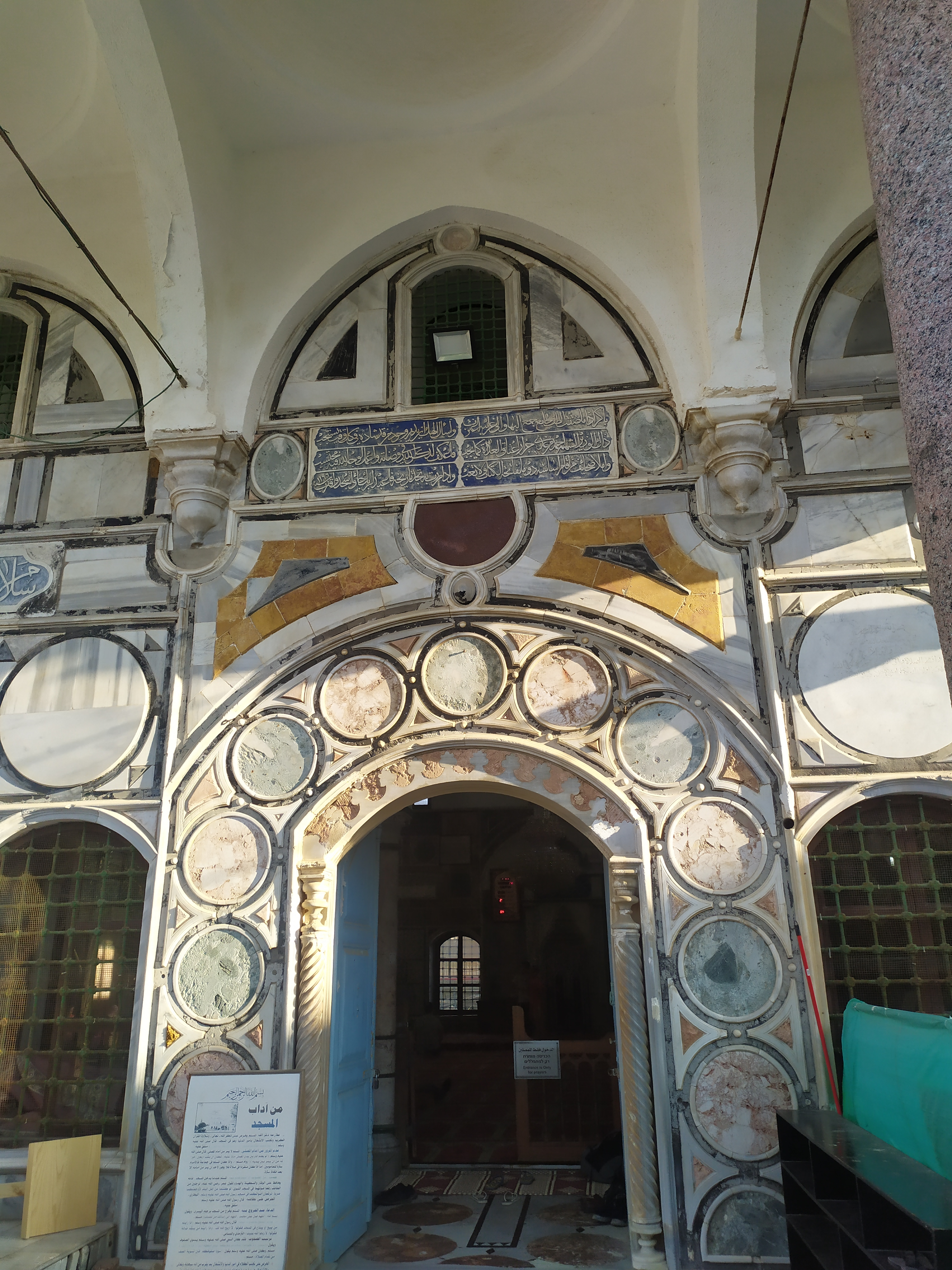
بوابة مسجد الجزار في عكا

ازداد عدد سكان المدينة بحوالي 12360 نسمة في عام 1945م، حيث لم يهتم البريطانيون بالمباني الأثرية، بالمقابل ازدادت أعداد المدارس في هذه الفترة لتصل إلى 13 مدرسة، واشتهرت المدينة في صناعة الزجاج والخزف والفسيفساء والمنسوجات والمطاحن.

### المسجد بعد الاحتلال الإسرائيلي في عام 1948
تضررت مدينة عكا كثيرًا بعد الاحتلال الإسرائيلي فهجرها سكانها العرب في الوقت الذي تدفق فيه اليهود إلى المدينة وبدأت تنمو خارج أسوار المدينة التاريخية فأنشأت أحياء جديدة في الجهة الشرقية والشمالية والشمالية الشرقية وأنشأت منطقة صناعية في جنوب شرق المدينة والتي سميت باسم مدينة الصلب.
هذا ما أدى إلى انقسام المدينة إلى جزأين:
1. الجزء الأول هو المدينة التاريخية التي تضم المساجد داخل أسوار عكا التاريخية.
2. الجزء الثاني هو المدينة الجديدة خارج أسوار المدينة.

## المشاريع الصهيونية لتهويد مدينة عكا القديمة

### تعريف عملية التهويد
هو عمليا إسكان أو إحلال اليهود في مدن وأحياء عربية وبناء مستوطنات في مناطق ذات أغلبية عربية، وهو أيضاً إضفاء طابع يهودي إسرائيلي على هذه الأماكن، أي تغيير أو طمس هويتها. الإحلال يأتي بعد التهجير المباشر أو غير المباشر في نفس البيوت، وأما الإسكان الاستيطاني فيأتي في أحياء جديدة في المدن القديمة أو بمدن ومستوطنات جديدة، بقصد التفوق الديموغرافي واستيعاب الهجرة اليهودية.

### مشاريع التهويد في مدينة عكا
بدأ التهويد منذ عام 1948، سعياً لتحويل التراث الإسلامي الفلسطيني في المدينة إلى تراث يهودي، حيث يقوم الاحتلال الإسرائيلي في الفترة الأخيرة باقتراح مشاريع متعددة للتنفيذ في مدينة عكا القديمة ويظهرون اهتمامهم بالمدينة من خلال هذه المشاريع ولكن هدفهم الأساسي هو تهويد المباني الأثرية في المدينة من خلال عدة مشاريع من أهمها:
- مشروع تهجير أهالي مدينة عكا القديمة: لم يرق لليهود رؤية مدينة عكا القديمة تحت السيطرة الفلسطينية فبحاولون كثيراً طرد السكان العرب وترحيلهم إلى أحياء جديدة خارج أسوار عكا القديمة، باستغلال الوضع الاقتصادي السيء للسكان العرب وارتفاع معدل البطالة بينهم، ويستخدمون الإغراءات لبعض السكان بمنحهم البيوت الجديدة في الأحياء السكنية خارج الأسوار، بالإضافة إلى استخدام الوسائل التي تحد من التوسع العربي للمدينة عن طريق منع إقامة المدارس والنوادي وإجبار الصيادين على دفع الغرامات، ويسعى اليهود لتغيير أسماء الشوارع في المدينة إلى مسميات جديدة.[23]
- مشروع تهويد خان الشونة وخان العمدان: يهدف إلى تحويل خان الشونة وخان العمدان وجزء من المنازل المحيطة إلى منطقة سياحية بتحويلها إلى فندق واستغلاله بإبرازه كجزء من الآثار الصليبية، وصاحب هذا المشروع إخلاء الخان من الخيول حيث يستخدم الفلسطينيون الخان كإسطبل منذ زمن، والمنازل المحيطة وشراء بعض الشركات التي تعود ملكيتها إلى يهود متطرفون، تشير الوثائق إلى أن خان العمدان قد تم بيعه إلى مستثمر أجنبي كما الحال لبعض المنازل المجاورة التي تسعى الشركات اليهودية المتطرفة لشرائها من أصحابها العرب باستغلال وضعهم الاقتصادي.[24]
- شراء العقارات والبيوت: سيطرت ما تسمى «دائرة أراضي إسرائيل» على كل أملاك اللاجئين الفلسطينيين بعد عام 1948، ووضعتها ضمن مسؤولية «الوصي على أملاك الغائبين»، كما سنت قوانين لتهجير السكان العرب من خلال منعهم من ترميم بيوتهم ونقل حقوقهم لأكثر من جيلين متتاليين.[25]
- المدينة الجديدة في الجليل «لتفريغ عكا»: يسوق المشروع كمشروع تطويري وعصري مخصص للأزواج العربية الشابة، وهو منطقة سكنية تقع على مقربة من قرية الجديدة العربية، الواقعة على بعد بضعة كيلومترات من مدينة عكا، وهو عبارة عن توسيع لمنطقة تقع في قرية الجديدة ويهدف إلى تفريغ السكان العرب من عكا القديمة.[26]

يسعى اليهود من خلال احتلالهم الأراضي الفلسطينية لتهويد كل جزء منها، وخاصة التراث الحضاري الإسلامي وما يتعرض له من طمس للقضاء على هوية الأرض.

## معرض الصور

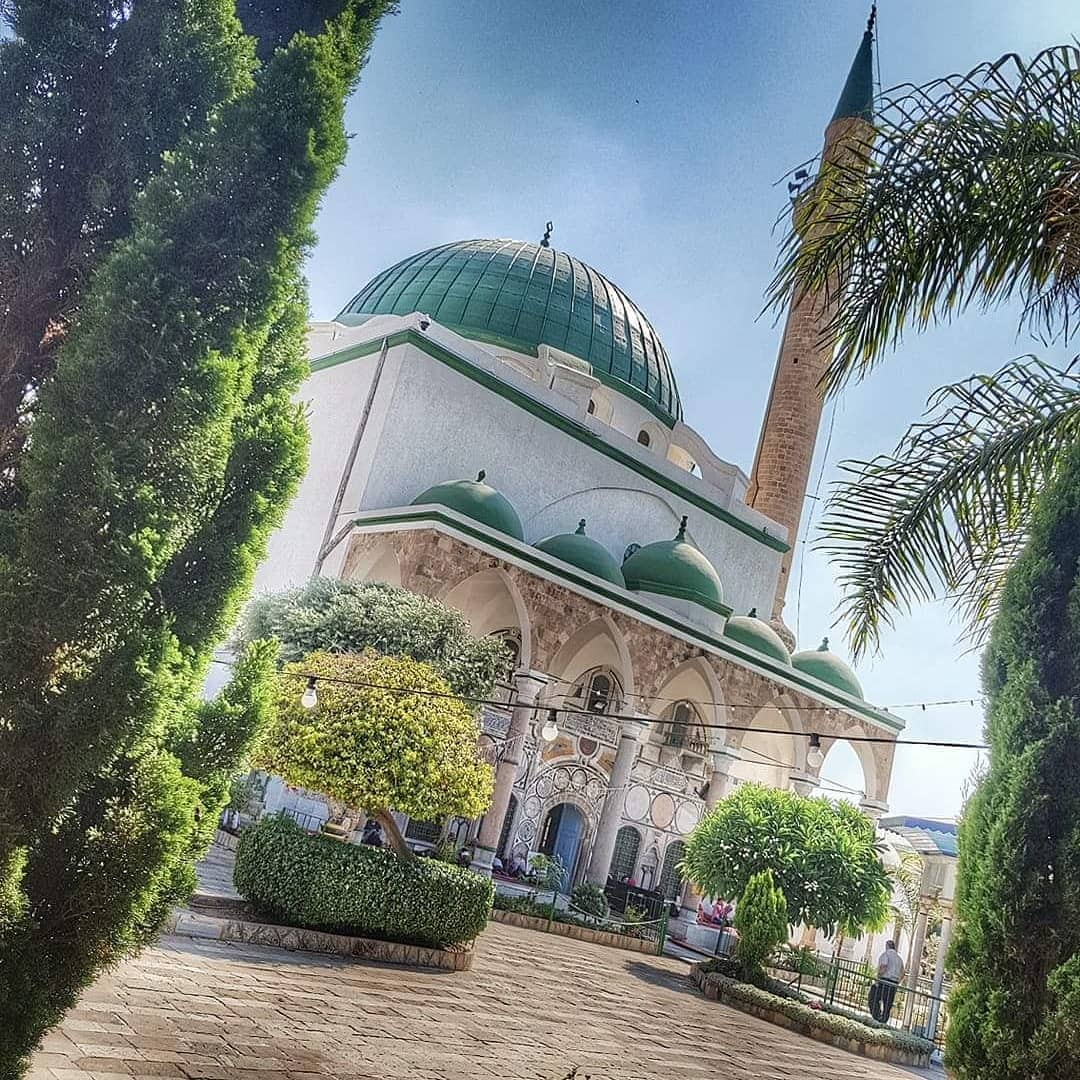
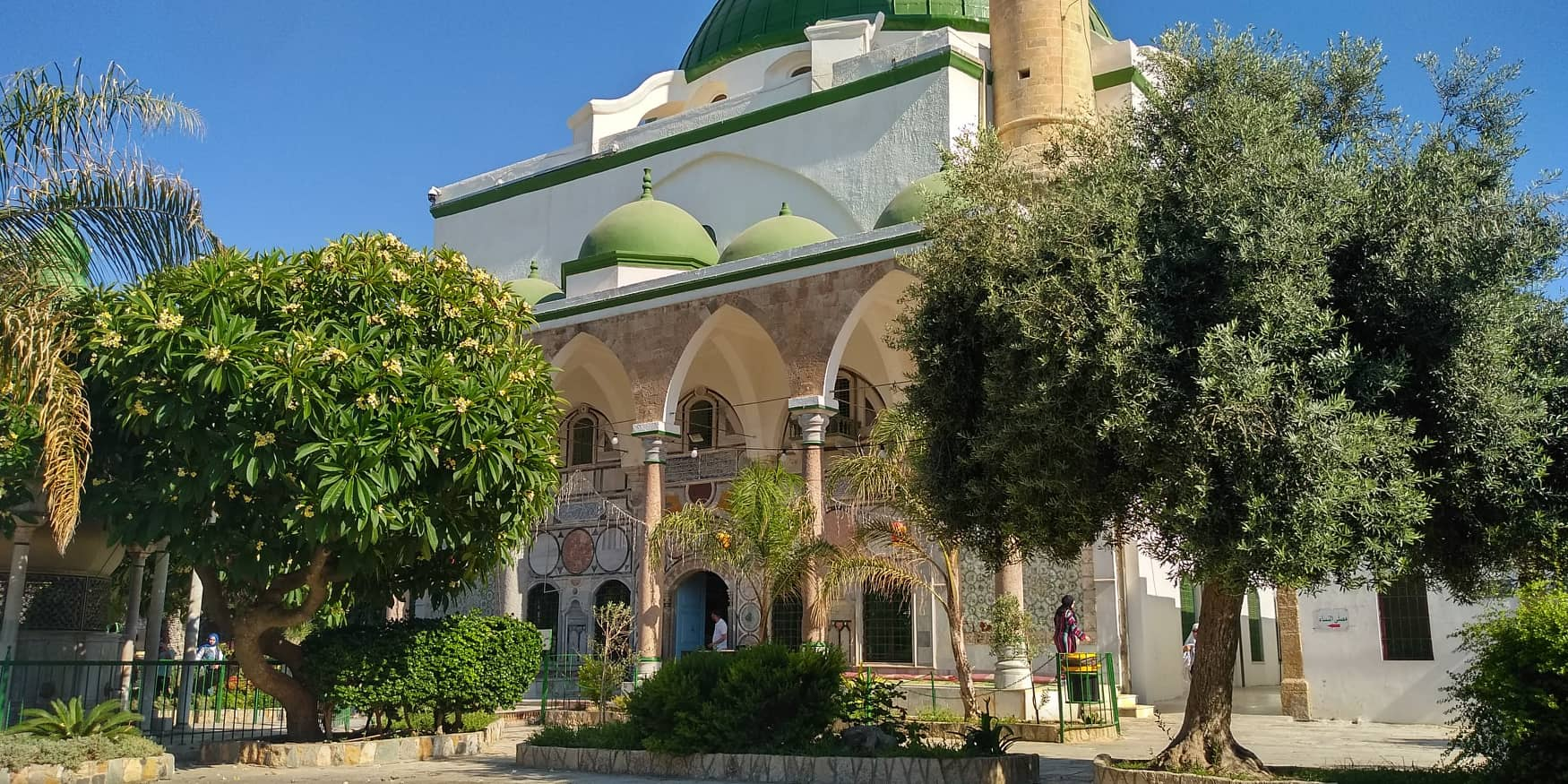
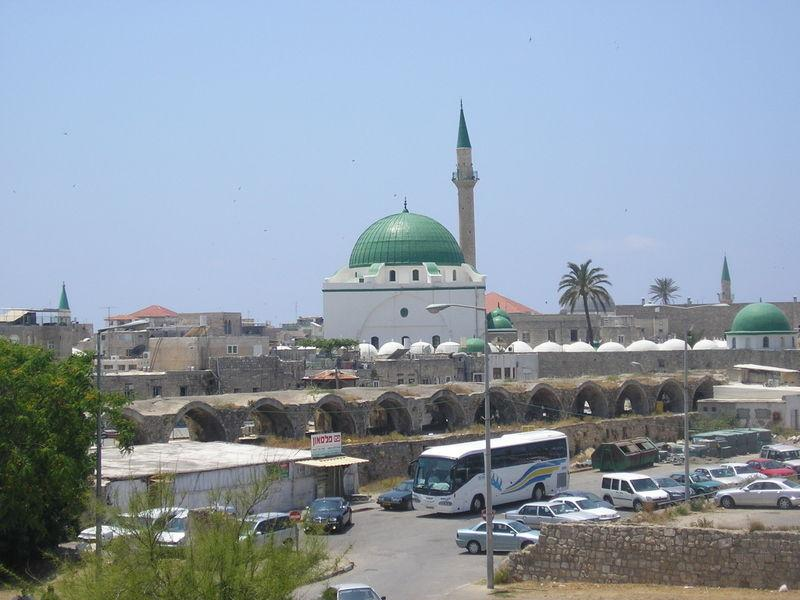